# CLARITY
CLARITY es un método de fabricación de tejido cerebral transparente usando electroforesis en hidrogel y acrilamida. Cuando se acompaña con anticuerpos,  permite obtener imágenes altamente detalladas de la estructura de la proteína y ácido nucleico de órganos, especialmente el cerebro. Deriva de la sigla en inglés Clear, Lipid-exchanged, Acrylamide-hybridized Rigid, Imaging/immunostaining compatible, Tissue hYdrogel. Fue desarrollado por Karl Deisseroth y sus colegas de la Escuela de Medicina de la Universidad de Stanford. 

## Procedimiento
El proceso de aplicación de formación de imágenes CLARITY comienza con una muestra de tejido post mortem. Siguiendo con una serie de tratamientos químicos que se deben aplicar de manera que se elimine el contenido de lípidos de la muestra, mientras que casi todas las proteínas y ácidos nucleicos originales se dejan en su lugar.  El propósito de esto es hacer que el tejido sea transparente y por lo tanto susceptible de investigación microscópica detallada de sus partes funcionales constituyentes (que son predominantemente proteínas). Para lograr esto, la estructura de la proteína preexistente tiene que ser colocado en un andamio transparente que la conserve, mientras que los componentes lipídicos se eliminan. Este "andamiaje" se compone de monómeros de hidrogel tales como acrilamida. La adición de moléculas como el formaldehído puede facilitar la unión del andamio a las proteínas y ácidos nucleicos que  van a ser preservadas, y la adición de calor es necesario para establecer las conexiones reales entre los componentes celulares y la acrilamida.
Una vez completado este paso, los componentes de la proteína y el ácido nucleico de las células del tejido objetivo se mantienen firmemente en su lugar, mientras que los componentes lipídicos permanecen ajenos.  A continuación se aplican Detergentes mediante Electroforesis para eliminar finalmente estos lípidos de la muestra. La corriente eléctrica hace que las moléculas de detergente fluyan desde un extremo de la muestra al otro, y a medida que pasan a través, las propiedades lipofílicas de los detergentes le permitan recoger y extirpar cualquier lípidos que se encuentran en el camino. La gran mayoría de las moléculas de lípidos no se ven afectados por este procedimiento, gracias al gel de acrilamida y las propiedades químicas de las moléculas implicadas.
En esta etapa del proceso, la muestra ha sido totalmente preparada para la formación de imágenes. La formación de imágenes se lleva a cabo en realidad por medio de la inmunotinción, por lo que los anticuerpos están diseñados para unirse específicamente a una determinada sustancia objetivo. Además, estos anticuerpos están marcados con etiquetas fluorescentes que son la clave para la formación de imágenes finales. La Espectroscopia de correlación de fluorescencia es entonces capaz de detectar la fluorescencia emitida en escalas de minutos, resultando así en las imágenes finales altamente detalladas y en tres dimensiones que CLARITY produce.
Después de que se ha tomado una imagen de una muestra mediante inmunotinción, es posible eliminar los anticuerpos y volver a aplicar los nuevos, permitiendo así  que una muestra pueda  ser fotografiada varias veces y dirigidas a múltiples tipos de proteínas.

## Aplicaciones
En términos de imagen cerebral, la capacidad para obtener imágenes de CLARITY para revelar las estructuras específicas sin obstáculos ha llevado a vías promisorias de sus aplicaciones futuras como, las relaciones entre las células nerviosas, los roles de estructuras subcelulares, una mejor comprensión de los complejos de proteínas, y de imagen de los ácidos nucleicos y neurotransmisores. Un ejemplo de un descubrimiento realizado a través de imágenes CLARITY es un patrón peculiar de "escalera" donde las neuronas se conectan de nuevo a sí mismos y a sus vecinos, lo que se ha observado en animales con comportamiento similar al autismo.
El Director de los NIH (National Insitutes of Health) Francis Collins ya ha expresado sus esperanzas para esta tecnología emergente, diciendo:
"CLARITY es poderoso. Permitirá a los investigadores estudiar las enfermedades neurológicas y trastornos, centrándose en las estructuras enfermas o dañadas sin perder una perspectiva global. Eso es algo que nunca antes hemos sido capaces de hacer en tres dimensiones." 
-Francis Collins

## Limitaciones
Aunque el procedimiento de CLARITY ha alcanzado niveles sin precedentes en la retención de proteínas después de la extracción de lípidos, la técnica todavía pierde un estimado de 8% de proteínas por la instancia de detergentes en la electroforesis. La imagen repetida de una sola muestra sólo amplificara esta pérdida, como la eliminación de anticuerpos es lograda comúnmente a través del mismo proceso de detergente que crea la muestra original. 
Otra posible desventaja de la técnica incluye la longitud de tiempo que se necesita para crear y una imagen de la muestra (la tinción inmunohistoquímico sola toma hasta seis semanas para llevarse a cabo), y que la acrilamida usada es altamente tóxico y carcinogénica.